# Altica palustris
Espèce
Altica palustris est une espèce d'insectes coléoptères de la famille des Chrysomelidae, de la sous-famille des Alticinae.
Cet insecte de 2,8 à 4,3 mm de longueur vit dans les prairies humides. Il est herbivore. Cette espèce est très similaire à Altica lythri et il est très difficile de faire la distinction entre les deux espèces.